# Benito Castañeda
Benito Castañeda (Cádis, 1885 – Porto Alegre, 1955) foi um pintor, desenhista, restaurador e professor ativo em Porto Alegre na primeira metade do século XX.
Estudou na Escola Industrial de Artes e Ofícios de Cadiz. Nos anos 30 viveu brevemente na Argentina e logo mudou-se para o Brasil, em 1932, fixando-se em Porto Alegre. Lecionou Pintura no Instituto de Belas Artes e exerceu a função de restaurador no Museu Júlio de Castilhos. Fez duas exposições individuais na capital do estado e participou de alguns salões, recebendo prêmios.
Em sua obra mostrou especial predileção pela figura humana, principalmente os tipos populares, que retratou através de uma técnica vigorosa e gestual que em alguns momentos prenuncia a abstração. Tem obras no MARGS, na Pinacoteca Barão de Santo Ângelo do Instituto de Artes e no Museu Júlio de Castilhos.
Foi amigo do escritor Érico Veríssimo e do desembargador e artista plástico João Pereira de Sampaio.